# حركة التغذية
حركة التغذية, مصطلح شائع الاستخدام في ماكينات تشغيل المعادن, و هي حركة العدة القاطعة بالنسبة للجزء المشغل أو بالنسبة للعدة القاطعة في اتجاه التغذية في فترة معينة من الزمن(فترة الدورة الواحدة للمحور بمخارط الذنبة و مخارط البرج و المثاقب و فترة الشوط المزدوج للرأس أو العربة كالمكاشط), و تقاس بالمليمتر لكل دروة للمحور(مم/دورة) أو بالمليمتر لكل شوط مزدوج (مم/شوط), و تقاس التغذية في التفريز بالمليمتر في الدقيقة لكل دورة من دورات المحور أو علي كل سنة من أسنان أداة التفريز, و تقاس التغذية الدائرية بماكينات التجليخ الأسطواني(سرعة دوران الجزء المشغل) بالمتر في الدقيقة.